# Mitsubishi A5M
O Mitsubishi A5M, também conhecido por Caça de Porta-Aviões Tipo 96 da Mitsubishi (九六式艦上戦闘機), Caça de Porta-Aviões Experimental 9-Shi da Mitsubishi e Mitsubishi Ka-14, foi um avião de caça japonês durante a Segunda Guerra Mundial. Foi o primeiro avião monoplano a entrar em serviço a bordo de um porta-aviões, sendo o predecessor directo do famoso Mitsubishi A6M Zero. O nome de código aliado para esta aeronave era "Claude".

## História
Foi introduzido em 1937 na Marinha Imperial Japonesa. Esta aeronave serviu em número até ao final da Segunda Guerra Mundial, tendo passado por uma produção de mais de 1094 exemplares. Aproximadamente 800 foram construídos pela Mitsubishi, e outros quase 300 foram produzidos por outros fabricantes. Os últimos A5M foram produzidos em 1940. Foram usados ao longo de toda a segunda grande guerra, tendo inclusive sido usados em ataques kamikaze nos últimos meses da guerra. Foi desenvolvido posteriormente em várias variantes, tal como o mal-sucedido Ki-18 e o experimental Ki-33, porém a variante de maior sucesso tornou-se conhecida por A6M Zero.
O primeiro protótipo voou pela primeira vez no dia 4 de Fevereiro de 1935. Depois de entrar em serviço nas fileiras, o avião foi de imediato posto à prova na China, onde obteve supremacia aérea sob as aeronaves chinesas.

## Especificações
Um avião monoplano, monomotor e monolugar, tinha uma comprimento de 7,55 metros, uma envergadura de 11,00 metros e uma altura de 3,20 metros. Em termos de performance, era alimentado por um único motor a pistão radial Nakajima Kotobuki 41, de 9 cilindros, capaz de desenvolver 710 cavalos de potência. Este motor permitia à aeronave atingir uma velocidade máxima de 440 quilómetros por hora, dentro de um tecto máximo de 10 mil metros. Podia voar durante uma distância de 1200 quilómetros, e tinha uma velocidade de subida de 850 metros por segundo.
Na sua versão padrão, era equipado com duas metralhadoras de 7,7 mm Tipo 97, montadas na parte de cima do motor.